# Carlo Marangio
Carlo Marangio est un artiste peintre italien, expressionniste dans sa jeunesse pour ensuite s'orienter vers l'abstraction, né le 29 mai 1936 à Lecce. Après des études en arts plastiques à Lecce, puis à Florence, il s'installe en France de 1960 à 2006, successivement à Fontenay-le-Fleury et au 28, rue Ordener dans le 18e arrondissement de Paris. Il vit à Milan depuis 2006.

## Biographie
Natif des Pouilles, Carlo Marangio est élève de l'Institut d'art Ciardo-Pellegrino de Lecce, puis de l'Institut national d'art (it) de Florence. Ses œuvres de jeunesse sont des natures mortes et des paysages du Salento qui lui valent de remporter deux premiers prix dans des expositions collectives régionales et d'être sélectionné pour participer à la Biennale des jeunes artistes à Rome. En 1959, la mort tragique de son frère aîné dans un accident de voiture le fait glisser vers un expressionnisme de désespoir, « sourd de couleurs », teinté de misérabilisme et de mysticisme, dépeignant une humanité « affligée d'une peine aiguë » : « des scènes, restitue alors Sandro Torrigiani, où des bras sont tendus vers le ciel comme dans un acte de supplication, ou bien de malédiction. Des crucifixions, également, dans lesquelles le Christ, avec son visage tordu par la douleur et ses longs membres quasi-animalesques, transmet une sorte d'angoisse primordiale ».
En 1960, après l'obtention de son diplôme et après que son exposition personnelle à Milan, où il s'est alors installé, lui ait valu les encouragements de l'historien d'art Franco Russoli (alors directeur de la pinacothèque de Brera), avec pour tout bien la somme de mille lires, Carlo Marangio se rend à Paris dans l'intention d'un simple séjour lui offrant de réaliser son rêve : admirer de près au musée du Louvre La Joconde de Léonard de Vinci. Il s'y installe en réalité pour y vivre pendant près d'un demi-siècle, pour ne revenir vivre à Milan qu'en 2006.
Carlo Marangio va alors classer l'ensemble de son œuvre à venir sous le titre Les objets dans l'espace, contestant donc par là l'idée de pure abstraction et énonçant à l'encontre la persistance de son intérêt pour la représentation. Les fruits et légumes de ses premières natures mortes y sont en réalité non pas absents mais méconnaissables, « leurs formes originelles et naturelles sont déchiquetées et reconstruites dans des configurations différentes, mais la présence invisible de la table est toujours ressentie ». Ce glissement dans l'œuvre de Carlo Marangio, que l'on a pu situer dans la simultanéité de sa rencontre à Paris de courants artistiques nouveaux, n'est pas perçu par Jean Cathelin comme une rupture radicale avec la figuration, mais comme une synthèse « du sens du mouvement de l'école futuriste italienne, du sens de l'immobilité issu des investigations métaphysiques de Giorgio Morandi et de la pure recherche plastique d'Alberto Magnelli » : les objets sont débarrassés de tout poids anecdotique ou de toute association littéraire pour devenir des éléments picturaux dans un ordre recréé, conçu pour satisfaire l'œil et l'esprit.
Dans l'apparente rupture que constituent Les objets dans l'espace dans l'œuvre de Carlo Marangio, Roberto Sanesi observe, au détriment de préoccupations sensuelles, une formulation plus expressionniste basée sur la clarté du signe, proposant que « ces compositions, avec leurs démontages et reconstructions constants, simultanément agitées et immobiles, avec leurs structures vaguement concentriques, revendiquent une sorte d'appropriation cubiste de l'espace ».

## Expositions personnelles
- Circolo Citadino, Lecce, 1958.
- Galleria dei Re Magi, Milan, 1960.
- Galerie Camion, Paris, 1962.
- Galerie Ferrero, Genève, 1964.
- Società Operaia, Lecce, 1965.
- Galerie d'art moderne Il Ridotto, Turin, novembre-décembre 1971.
- Libreria Feltrinelli, Bologne, 1972.
- Galerie Feltrinelli, Parme, 1972.
- Art Direct, Paris, 1975.
- Galerie La Palmeraie, Paris, 1977.
- Galerie de l'Alliance française, San Angel, Mexico, 1980.
- Galerie Seno, Milan, 1982.
- Artestudio 36, Lecce, 1982.
- Galerie Vinciana, Milan, 1984.
- Galerie Elkaim-Villain, Paris, avril 1986[3], septembre 1986[4].
- Galerie Jean-Paul Villain, Paris, 1988.
- Yann Le Mouel, commissaire-priseur, et Marc Ottavi, expert, vente de l'atelier Carlo Marangio, Hôtel Drouot, Paris, 28 février 2014[5].

## Expositions collectives
- Galerie Camion, Paris, 1962.
- Exposition d'art international, maison de la Radio, Paris, 1965.
- Biennale de Paris, musée d'art moderne de la ville de Paris, 1965[6].
- Salon Comparaisons, musée d'art moderne de la ville de Paris, 1966, 1976, 1978.
- Biennale de Lyon, 1967.
- Biennale de Mérignac, 1967.
- Institut culturel italien de Paris, 1969, 1970, 1972.
- Groupe expérimental, Galerie Jacqueline Storme, Lille, 1970.
- Biennale de Menton (Alpes-Maritimes), 1970.
- Peintres et sculpteurs italiens de France, Sala Napoleonica, Venise et Galerie Pagani, Milan, 1970.
- Salon d'automne (Sociétaire en 1977[7]), Grand Palais, Paris, 1971, 1976, 1977, 1979.
- 6s Exposition internationale, Amiens, 1972.
- Galerie Due Torri, Bologne, 1973.
- Verifica 76, Lecce, 1976.
- 18e Salon de Toile, galerie Roussard, Paris, 1978.
- Galerie Y Milan, Chicago, 1980.
- Galerie Mer Kup, Mexico, 1980.
- Devozione al disegno, Stanza del Borgo, Milan, 1983.
- Expoart, Bari, 1984.
- Arte-Fiera, Bologne, 1984.

## Réception critique
- « Il y a chez Carlo Marangio un refus spontané de la réalité optique car il s'efforce de saisir la structure intérieure des choses et leur noyau sentimental. La nature, bien que détachée, subsiste comme une force vitale d'énergie qui alimente un dynamisme presque mécanique. » - Luigi Carluccio (it), 1971[8]
- « Un art de synthèse et d'harmonies calmes, une abstraction bien charpentée dans des coloris agréables de brun et de bleu. » - Gérald Schurr[9]

## Musées et collections publiques
- Pinacothèque métropolitaine de Bari.